# 340-talet

## Händelser
- 340 - Konstantinopel går om Rom i storlek och blir världens största stad.
- 341 - Kejsar Constans förbjuder hedniska offer- och magiriter, vid hot om dödsstraff.
- 15 februari 342 – Den ursprungliga Hagia Sofia grundas i Konstantinopel.
- 343 - Konciliet i Sofia fastställer Roms överhöghet. Påven blir ledare för kristendomen och tar sitt residens i Lateranen.

## Födda
- 345 - Eunapios, grekisk filosof.